# لایشتنبرگ (لوکالیتی)
لایشتنبرگ (به آلمانی: Berlin-Lichtenberg) یک منطقهٔ مسکونی در آلمان است که در لیشتنبرگ واقع شده‌است. لایشتنبرگ ۳۲٬۲۹۵ نفر جمعیت دارد.